# Cuiping
Cuiping  (en chino, 翠屏; pinyin, Cuìpíng (escuchar)ⓘ) es un distrito urbano bajo la administración directa de la Prefectura Yibin en la Provincia de Sichuan, República Popular China. Es el centro administrativo, económico y cultural de Yibin, una ciudad conocida por su importancia histórica y su ubicación estratégica en la confluencia de los ríos Yangtze y Minjiang. Su área es de 1335 km² y su población total para 2010 superó los 820 mil habitantes. 
Anteriormente era conocida como Municipio Yibin, hasta que en 1997 fue promovida a ciudad-prefectura y su casco urbano pasó a denominarse Cuiping. 

## Administración
Desde diciembre de 2019, el Distrito Cuiping  se divide en 20 pueblos que se administran en 8 subdistritos y 12 poblados.

## Toponimia
El topónimo Cuiping [/Dsuéi-ping/] se compone de los sinogramas Cui que significa 'esmeralda' y Ping que significa 'biombo', este nombre está inspirado en la geografía local ya que lo toma directamente del monte Cuiping (翠屏山) 'biombo de esmeraldas', lo que evoca imágenes de vegetación exuberante, montañas verdes y un paisajes natural vibrante.